# Ilyamchele
Ilyamchele è una circoscrizione rurale (rural ward) della Tanzania situata nel distretto di Chato, regione di Geita. Conta una popolazione di 5 966 abitanti (censimento 2012).